# ماثيو ريان (لاعب دوري الرغبي)
ماثيو ريان (بالإنجليزية: Matthew Ryan)‏ هو لاعب دوري الرغبي أسترالي، ولد في 15 سبتمبر 1969 في أستراليا.